# Felicja Kinder
Felicja Kinder (ur. 8 września 1951 w Kluczborku) – polska lekkoatletka, oszczepniczka.

## Kariera
Szósta zawodniczka mistrzostw Europy w Rzymie (1974) – 57,02 m. Rekordzistka Polski – 63,08 m. w 1974 (rekord życiowy). W rankingu Track and Field News sklasyfikowana na 9. miejscach w 1974 i 1975.